# Llista de monuments de Mura
Llista de monuments de Mura inclosos en l'Inventari del Patrimoni Arquitectònic Català per al municipi de Mura (Bages). Inclou els inscrits en el Registre de Béns Culturals d'Interès Nacional (BCIN) amb la classificació de monuments històrics i els Béns Culturals d'Interès Local (BCIL) de caràcter arquitectònic.
| Monument                                     | Protecció    | Estil/època                       | Localització                                                                                 | Coordenades                                          | Codi?         | Imatge |
| -------------------------------------------- | ------------ | --------------------------------- | -------------------------------------------------------------------------------------------- | ---------------------------------------------------- | ------------- | --- |
| Castell de Mura                              | BCIN 1109-MH | XII-XIII                          | Mura Zona Sant Lleïr                                                                         | 41° 41′ 51″ N, 1° 59′ 40″ E / 41.697405°N,1.994442°E | RI-51-0005559 | Castell de Mura · Vegeu més fotos d'aquest monument · Carregueu una nova foto d'aquest monument                         |
| Església de Sant Martí de Mura               | BCIL         | Romànic XI, XII, XVII             | Mura Pl. de l'Església                                                                       | 41° 41′ 57″ N, 1° 58′ 32″ E / 41.699032°N,1.975659°E | IPA-16820     | Església de Sant Martí de Mura · Vegeu més fotos d'aquest monument · Carregueu una nova foto d'aquest monument          |
| Mas la Mata                                  |              | Obra popular XVIII                | Mura Coll d'Estenalles, prop de l'entrada del Parc Natural de Sant Llorenç del Munt i l'Obac | 41° 39′ 57″ N, 1° 59′ 23″ E / 41.665868°N,1.989831°E | IPA-16823     | Mas la Mata (Mura) · Vegeu més fotos d'aquest monument · Carregueu una nova foto d'aquest monument                      |
| Capella de Sant Jaume de la Mata             |              | Obra popular XIX                  | Mura Dalt d'un turonet que hi ha sobre el mas la Mata                                        | 41° 39′ 59″ N, 1° 59′ 20″ E / 41.666356°N,1.988982°E | IPA-16824     | Capella de Sant Jaume de la Mata (Mura) · Vegeu més fotos d'aquest monument · Carregueu una nova foto d'aquest monument |
| Església de Santa Creu de Palou o del Farell | BCIL         | Romànic XI-XII                    | Mura Prop del mas Farell                                                                     | 41° 41′ 01″ N, 1° 55′ 29″ E / 41.683473°N,1.924746°E | IPA-16825     | Església de Santa Creu de Palou (Mura) · Vegeu més fotos d'aquest monument · Carregueu una nova foto d'aquest monument  |
| Masia de Sant Lleïr, o Santllehi             |              | Obra popular XIV                  | Mura Ctra. BV-1221 de Terrassa a Navarcles, km 19,5 trencall mà esquerra                     | 41° 41′ 49″ N, 1° 59′ 29″ E / 41.696812°N,1.991486°E | IPA-16826     | Masia de Sant Lleïr (Mura) · Vegeu més fotos d'aquest monument · Carregueu una nova foto d'aquest monument              |
| Capella de Sant Lleïr                        |              | Obra popular XIX                  | Mura Sota el turó on hi ha les ruïnes del castell                                            | 41° 41′ 49″ N, 1° 59′ 32″ E / 41.696935°N,1.992097°E | IPA-16827     | Capella de Sant Lleïr (Mura) · Vegeu més fotos d'aquest monument · Carregueu una nova foto d'aquest monument            |
| Església de Sant Antoni de Pàdua             |              | Obra popular XVIII, XIX           | Mura Riba dreta de la riera de Nespres; camí de Sant Antoni                                  | 41° 41′ 58″ N, 1° 58′ 53″ E / 41.699425°N,1.981302°E | IPA-16828     | Església de Sant Antoni de Pàdua (Mura) · Vegeu més fotos d'aquest monument · Carregueu una nova foto d'aquest monument |
| Pont del Puig                                |              | Obra popular                      | Mura Entre Rocafort i Mura, a la dreta del camí.                                             | 41° 42′ 28″ N, 1° 57′ 18″ E / 41.707890°N,1.955061°E | IPA-16829     | Pont del Puig (Mura) · Vegeu més fotos d'aquest monument · Carregueu una nova foto d'aquest monument                    |
| Casal del Puig de la Balma, o Cal Masover    | BCIL         | Obra popular, gòtic X, XIII, XVII | Mura Camí cap al sud-oest al mas de la Vila                                                  | 41° 41′ 38″ N, 1° 57′ 44″ E / 41.693788°N,1.962320°E | IPA-16830     | Casal del Puig de la Balma (Mura) · Vegeu més fotos d'aquest monument · Carregueu una nova foto d'aquest monument       |
| Casa del Molí                                | BCIL 2000    | Obra popular XVII                 | Mura Passatge Antonietti, 7                                                                  | 41° 41′ 59″ N, 1° 58′ 32″ E / 41.699607°N,1.975434°E | IPA-19779     | Casa del Molí (Mura) · Vegeu més fotos d'aquest monument · Carregueu una nova foto d'aquest monument                    |
| Tines del Docte                              | BCIL 2006    | Obra popular XIX                  | Mura Zona el Farell                                                                          | 41° 40′ 56″ N, 1° 55′ 14″ E / 41.682298°N,1.920609°E | IPA-36291     | Carregueu una nova foto d'aquest monument                                                                               |
| Tines del Martinet                           | BCIL 2006    | Obra popular XIX                  | Mura Zona el Farell                                                                          | 41° 40′ 46″ N, 1° 55′ 56″ E / 41.679551°N,1.932212°E | IPA-36292     | Carregueu una nova foto d'aquest monument                                                                               |
| Tines dels Manyetes                          | BCIL 2006    | Obra popular XIX                  | Mura Zona el Farell                                                                          | 41° 40′ 37″ N, 1° 55′ 32″ E / 41.677029°N,1.925418°E | IPA-36293     | Carregueu una nova foto d'aquest monument                                                                               |
| El Llobet                                    | BCIL 1990    | Obra popular Medieval             | Mura Pl. Àngel Guimerà, 1                                                                    | 41° 41′ 57″ N, 1° 58′ 32″ E / 41.699126°N,1.975651°E | IPA-36675     | El Llobet (Mura) · Vegeu més fotos d'aquest monument · Carregueu una nova foto d'aquest monument                        |
| Passatge Camil Antonietti                    | BCIL 2007    |                                   | Mura Ptge. Camil Antonietti                                                                  | 41° 41′ 59″ N, 1° 58′ 32″ E / 41.699657°N,1.975646°E | IPA-36676     | Passatge Camilo Antonietti (Mura) · Vegeu més fotos d'aquest monument · Carregueu una nova foto d'aquest monument       |
| El Peric                                     | BCIL 2007    | XIV                               | Mura Zona del Peric                                                                          | 41° 42′ 12″ N, 1° 58′ 25″ E / 41.703220°N,1.973528°E | IPA-36677     | El Peric (Mura) · Vegeu més fotos d'aquest monument · Carregueu una nova foto d'aquest monument                         |
| Masia de la Vall                             | BCIL 2007    | Obra popular Medieval             | Mura Serra de Sant Lleïr                                                                     | 41° 41′ 32″ N, 2° 00′ 02″ E / 41.6923°N,2.00067°E    | IPA-36678     | Masia de la Vall (Mura) · Vegeu més fotos d'aquest monument · Carregueu una nova foto d'aquest monument                 |
| Masia les Refardes                           | BCIL 2007    | Obra popular XVIII                | Mura Serra de les Garses, al nord-est del terme, prop del coll de Lligabosses                | 41° 42′ 57″ N, 2° 00′ 15″ E / 41.7159°N,2.00426°E    | IPA-36679     | Carregueu una nova foto d'aquest monument                                                                               |
| Les Solanes                                  | BCIL 2007    | Obra popular XIII                 | Mura Serra de les Garses                                                                     | 41° 42′ 23″ N, 2° 00′ 39″ E / 41.7063°N,2.01071°E    | IPA-36681     | Carregueu una nova foto d'aquest monument                                                                               |
| La Vila                                      | BCIL 2007    | Obra popular Medieval             | Mura El Puig de la Balma                                                                     | 41° 41′ 46″ N, 1° 57′ 54″ E / 41.696157°N,1.965042°E | IPA-36682     | La Vila (Mura) · Vegeu més fotos d'aquest monument · Carregueu una nova foto d'aquest monument                          |
| Masia de Mata-rodona                         | BCIL 2007    | Obra popular XIII-XIX             | Mura Camí del Farrell a Mata-rodona                                                          | 41° 39′ 51″ N, 1° 56′ 15″ E / 41.664115°N,1.937396°E | IPA-36683     | Carregueu una nova foto d'aquest monument                                                                               |
| Puigdoure                                    | BCIL 2007    | Obra popular XIV-XIX              | Mura Turó de Puigdoure, accedint pel camí des del Farell                                     | 41° 40′ 17″ N, 1° 56′ 34″ E / 41.671459°N,1.942718°E | IPA-36684     | Masia de Puigdoure (Mura) · Vegeu més fotos d'aquest monument · Carregueu una nova foto d'aquest monument               |
| Coma d'en Vila                               | BCIL 2007    | Obra popular Medieval             | Mura Camí forestal de la Mata a Mata-rodona                                                  | 41° 40′ 00″ N, 1° 58′ 21″ E / 41.666719°N,1.972626°E | IPA-36685     | Coma d'en Vila (Mura) · Vegeu més fotos d'aquest monument · Carregueu una nova foto d'aquest monument                   |
| El Soler                                     | BCIL 2007    | Obra popular                      | Mura Serra de les Garses, al final d'una carena de la vall del torrent del Soler             | 41° 42′ 10″ N, 2° 00′ 45″ E / 41.7027°N,2.01259°E    | IPA-36686     | Carregueu una nova foto d'aquest monument                                                                               |
| Casa de la Vila                              |              | Obra popular XX, XVIII            | Mura Pujada Verge de Montserrat                                                              | 41° 41′ 58″ N, 1° 58′ 33″ E / 41.699345°N,1.975728°E | IPA-38425     | Casa de la Vila (Mura) · Vegeu més fotos d'aquest monument · Carregueu una nova foto d'aquest monument                  |
| Molí del Mig                                 | BCIL 2008    | Obra popular Medieval, XVIII-XX   | Mura Raval de Mura                                                                           | 41° 42′ 03″ N, 1° 57′ 57″ E / 41.700756°N,1.965957°E | IPA-38456     | Molí del Mig (Mura) · Vegeu més fotos d'aquest monument · Carregueu una nova foto d'aquest monument                     |